# Ketokonazol
Ketokonazol je sintezno pridobljena protiglivična učinkovina, ki se uporablja pri preprečevanju in zdravljenju glivičnih okužb kože, zlasti pri bolnikih z oslabljenim imunskim sistemom (na primer bolniki z aidsom). 
Ketokonazol je zelo lipofilna molekula ter se zato akumulira v maščevju. Sorodni učinkovini, flukonazol in intrakonazol, ki sta manj toksični ter učinkovitejši, sta v veliki meri izpodrinili notranjo uporabo ketokonazola. Ketokonazol se iz prebavil najbolje absorbira v zelo kislem okolju, zato sočasno jemanje antacidov ali zdravil, ki zavirajo izločanje želodčne kisline, zmanjša absorpcijo ketokonazola pri peroralni uporabi. Kot drugi azolni antimikotiki tudi ketokonazol zavira sintezo ergosterola, ki je poglaviten sterol v celičnih membranah glivnih celic.

## Zgodovina
Ketokonazol so odkrili leta 1976, 1981. leta pa je prišel na tržišče in je bil poleg grizeofulvina eno prvih zdravil za zdravljenje glivičnih bolezni.

## Uporaba
Zdravila s ketokonazolom se predpisujejo zlasti bolnikom z glivično okužbo stopal, kože in ust. Uporabljajo ga tudi bolniki s kroničnimi oblikami dermatitisa, kot je npr. seboroični dermatitis ter ljudje z močnim prhljajem. 

## Farmacevtske oblike
V Sloveniji obstajajo tri farmacevtske oblike s ketokonazolom, in sicerː 
- tablete Ketokonazol HRA 200 mg (za zdravljenje sistemskih glivičnih okužb)
- krema Oronazol 20 mg/g (za  zdravljenje kožnih okužb in lajšanje dermatitisa)
- zdravilni šampon Oronazol 20 mg/g (za odpravljanje prhljaja, predvsem dermatitičnega izvora)

Krka je leta 2017 prenehala tržiti kremo Oronazol 20 mg/g zaradi poteka licenčne pogodbe z dobaviteljem učinkovine, ki je ni obnovila.